# Моначиль
Моначиль (ісп. Monachil) — муніципалітет в Іспанії, у складі автономної спільноти Андалусія, у провінції Гранада. Населення — 7294 особи (2010).
Муніципалітет розташований на відстані близько 370 км на південь від Мадрида, 7 км на південний схід від Гранади.
На території муніципалітету розташовані такі населені пункти: (дані про населення за 2010 рік)
- Барріо-де-ла-Вега: 5788 осіб
- Моначиль: 1266 осіб
- Сьєрра-Невада: 240 осіб

## Демографія
Динаміка населення (INE ):

## Галерея зображень

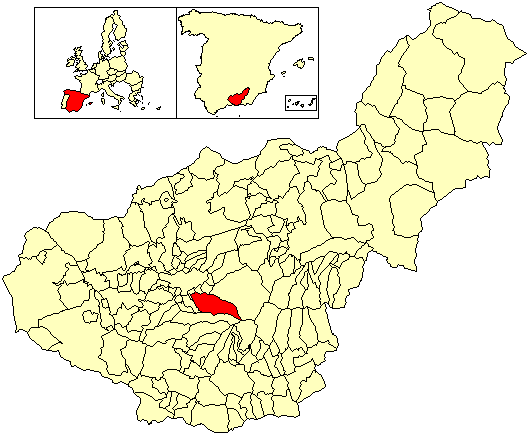
Розташування муніципалітету у провінції Гранада
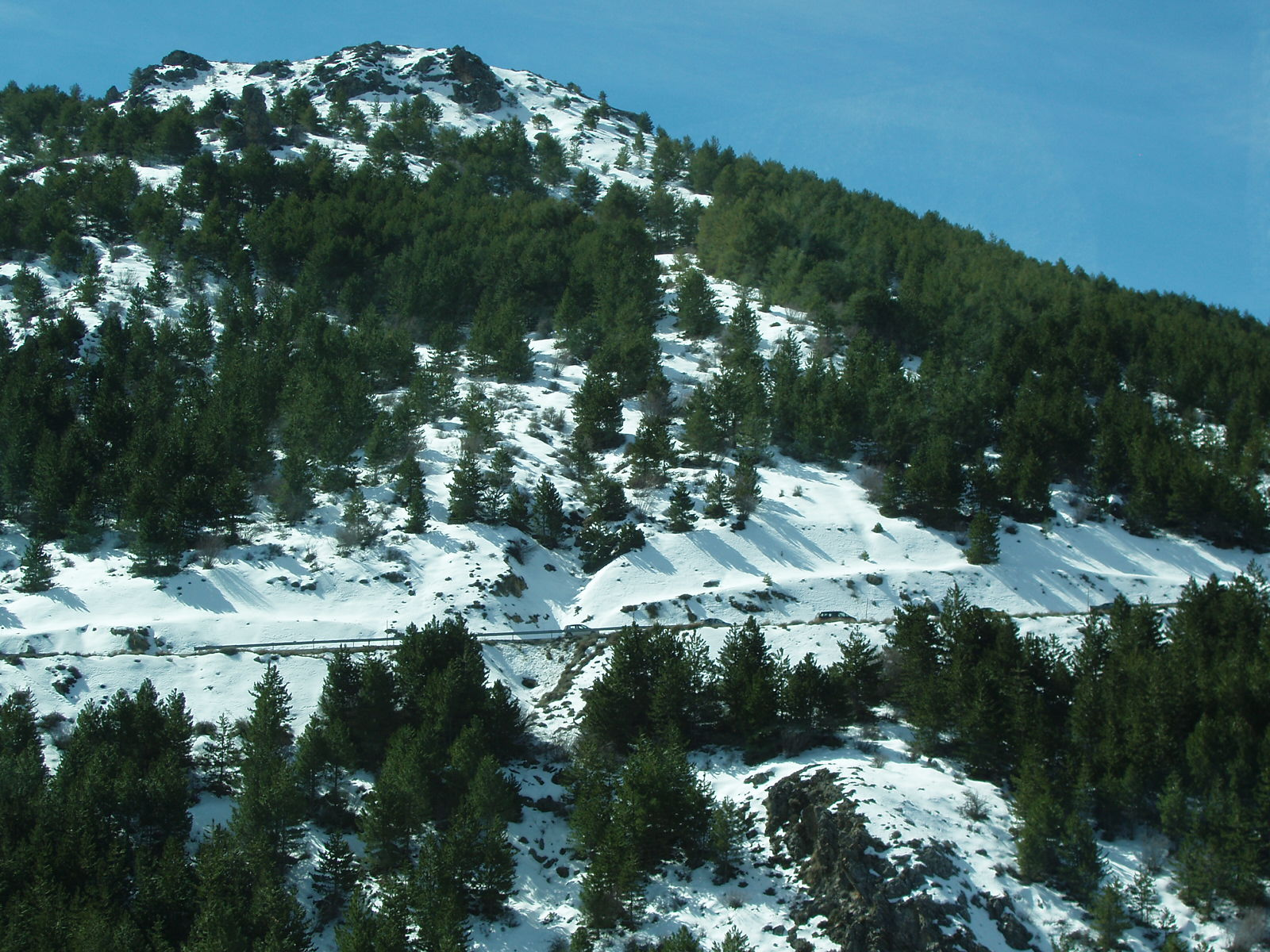
Сьєрра-Невада